# Ludwig Philippsohn
Ludwig Philippsohn, Dresden war ein Unternehmen, das sich selbst als Kunstinstitut für Lichtdruck, Photo- und Chromolithographie und Kunstverlagsgesellschaft bezeichnete. Dort wurden insbesondere Ansichtskarten aus eigener Herstellung vertrieben. Seinen Firmensitz hatte es um die Wende des 19. zum 20. Jahrhundert in der sächsischen Residenzstadt Dresden.

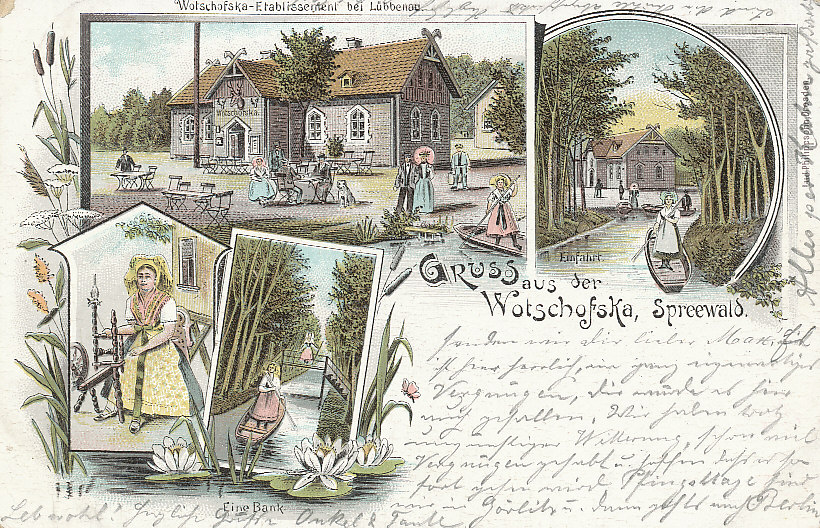
Chromolithographie von Wotschofska im Spreewald, gelaufen 1896

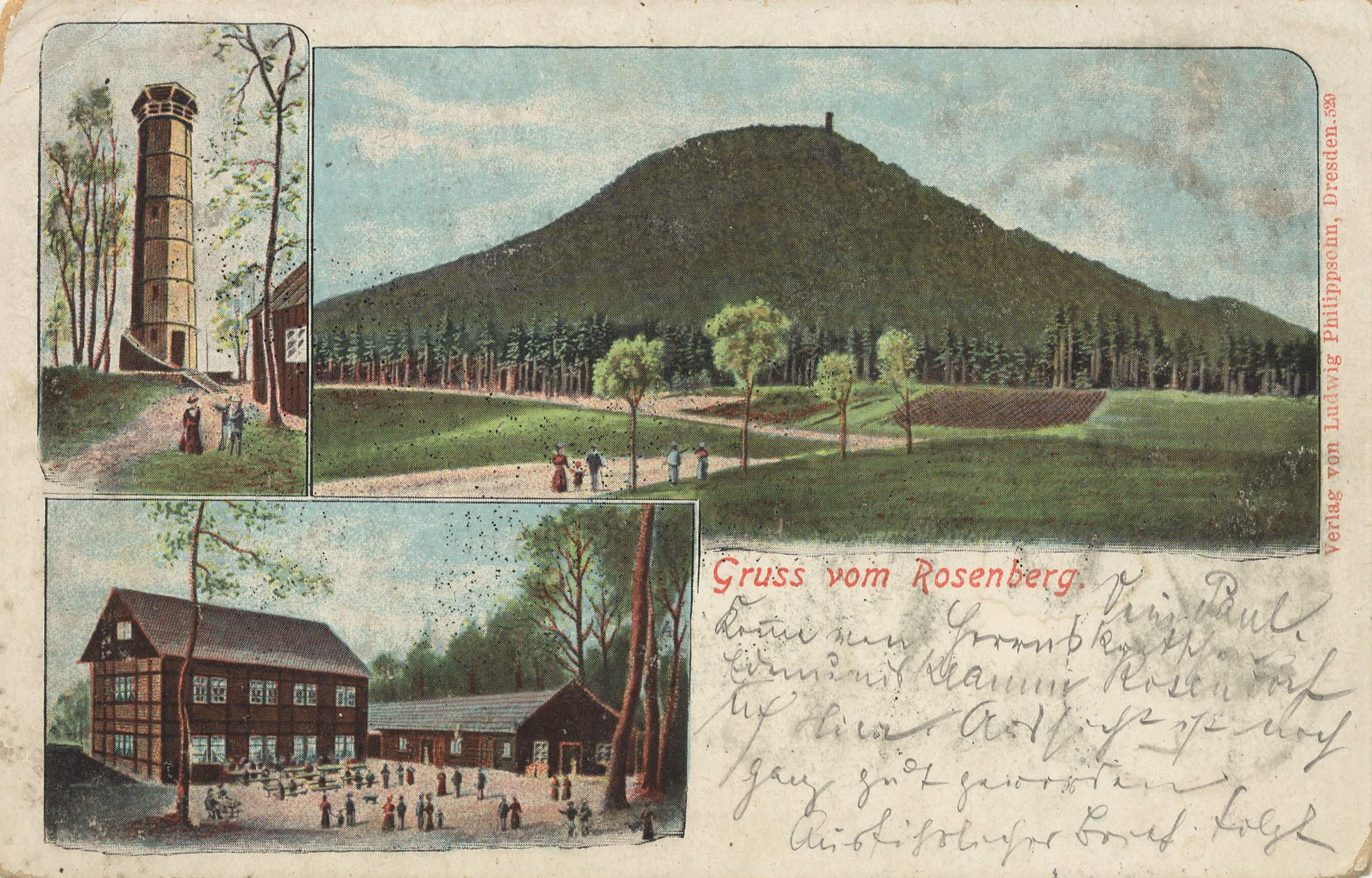
Ansicht vom Rosenberg in Böhmen, 1902

## Geschichte
Die Geschichte des Unternehmens ist bislang wenig erforscht. Der Gründer und Besitzer der Firma war der jüdische Kaufmann Ludwig Philippsohn (1848–1935), der auch zahlreiche Fotografien für den Vertrieb als Ansichtspostkarten fertigte. Spätestens 1893 begann der Verlag von Photo- und Chromolithographien, denen danach Ansichtskarten im Lichtdruck folgten. Vertrieben wurden nicht nur Karten von Motiven aus Dresden und Sachsen, sondern auch aus dem Königreich Böhmen, so beispielsweise aus Sankt Joachimsthal oder Stimmersdorf in der Böhmischen Schweiz.
In Dresden hatte die Firma ihren Sitz in der Albrechtstraße 14, wo Ludwig Philippsohn mit seiner Familie wohnte. 1905 befand sich der Verlag bereits im Gebäude Cranachstraße 3 in Dresden. Das Gebäude wurde 1945 beim Bombenangriff auf Dresden zerstört.
Die Firma existierte mindestens noch im Jahre 1905 und kam noch vor Ausbruch des Ersten Weltkrieges zum Erliegen. Der Laden in der Albrechtstraße ging in andere Hände über, denn in der Albrechtstraße 14 in Dresden saß bereits 1917 Wallraths Kunstverlag, dessen Inhaber Johannes Wallrath war.
Ludwig Philippsohn war mit Julie geborene Cohn verheiratet. Aus der gemeinsamen Ehe ging 1896 ein Sohn hervor. Daneben gab es noch weitere Kinder.